# Fulton Opera House
La Fulton Opera House, ou Fulton Theatre, est un opéra américain situé à Lancaster, dans le comté de Lancaster, en Pennsylvanie. Elle est classée National Historic Landmark depuis le 29 janvier 1964 et est inscrite au Registre national des lieux historiques depuis le 11 août 1969.